# 109 (centro commerciale)
109 (イチマルキュー?, Ichi-maru-kyū) è un centro commerciale situato a Shibuya, quartiere speciale di Tōkyō, in Giappone. È gestito dalla società Tōkyū Malls Development (TMD), una filiale controllata dalla Tōkyū Group.

## Storia e descrizione
L'edificio, che si trova proprio di fronte alla stazione di Shibuya e nei pressi della statua del cane Hachikō, fu inaugurato nell'aprile 1979, ideato dall'architetto Minoru Takeyama. La Tōkyū Group, gestore del complesso, concepì l'edificio come una Fashion Community, con all'interno una serie di piccoli negozi al dettaglio destinati a un target di donne sui trent'anni. L'idea della Tōkyū Group era quella di creare concorrenza ai Seibu Department Stores che in quel periodo si stavano facendo strada nell'area di Shibuya.
Il nome dell'edificio, 109, ha origine da un gioco di parole, il cosiddetto goroawase (語呂合わせ?), cioè la sostituzione delle cifre con delle parole per ricordare, ad esempio, date o numeri di telefono, ed è stato ottenuto utilizzando i caratteri tō (che significa 10) e kyū (9), formando la parola Tōkyū. L'interno del palazzo è stato progettato per essere in grado di far spostare i clienti da un piano all'altro grazie agli ascensori presenti nei vari negozi. Originariamente era previsto che l'ultimo piano svolgesse la funzione di cinema, ma i vigili del fuoco non avrebbero concesso l'approvazione a causa dei percorsi di emergenza e di evacuazione non conformi alle norme di sicurezza. Anche se in origine i negozi erano destinati a donne sulla trentina, l'edificio in seguito divenne più conosciuto come una mecca per le giovani donne dalla sottocultura gyaru.

## Altre sedi
- Shibuya 109 (Shibuya, Tokyo) - aprile 1979
- 109-02 (Shibuya, Tokyo) - aprile 1979
- Kohrinbo 109 (Kanazawa, Ishikawa) - settembre 1985
- 109 Machida (Machida, Tokyo) - luglio 2002
- Shizuoka 109 (Shizuoka, Shizuoka) - ottobre 2007
- Minatomirai 109 (Yokohama) - aprile 2010
- Shibuya 109 Abeno (Osaka) - aprile 2011

## Emoji

Emoji raffigurante la facciata dell'edificio su Twitter

L'operatore telefonico giapponese SoftBank aveva creato un emoji dedicata al centro commerciale, denominata "SHIBUYA". Tale emoji non è presente in Unicode, sebbene sia disponibile su iOS 5 e su Twitter.